# Chrysosoma clypeatum
Chrysosoma clypeatum är en tvåvingeart som beskrevs av Octave Parent 1937. Chrysosoma clypeatum ingår i släktet Chrysosoma och familjen styltflugor. Inga underarter finns listade i Catalogue of Life.